# Finders Keepers (1984)
Finders Keepers is een Amerikaanse komediefilm uit 1984, geregisseerd door Richard Lester en geproduceerd door Sandra Marsh en Terence Marsh. De hoofdrollen worden vertolkt door Michael O'Keefe, Beverly D'Angelo en Louis Gossett jr..

## Verhaal
Oplichter Michael Rangeloff is op de vlucht voor de politie. Hij steelt een lijkkist en vlucht een trein in. Op deze manier doet hij zich voor als een soldaat die een omgekomen vriend naar huis brengt. Zijn plannetje blijkt niet goed te werken.

## Rolbezetting
| Acteur             | Personage                             |
| ------------------ | ------------------------------------- |
| Michael O'Keefe    | Michael Rangeloff                     |
| Beverly D'Angelo   | Standish Logan                        |
| Louis Gossett jr.  | Century                               |
| Pamela Stephenson  | Georgiana Latimer                     |
| Ed Lauter          | Josef Sirola                          |
| David Wayne        | Stapleton                             |
| Brian Dennehy      | Frizzoli                              |
| Jack Riley         | Ormond                                |
| John Schuck        | Korpschef Norris                      |
| Timothy Blake      | Estelle Norris                        |
| Jim Carrey         | Lane Bidlekoff                        |
| Robert Clothier    | Art Bumbalee                          |
| Jayne Eastwood     | Anna-Marie Biddlecoff                 |
| Alf Humphreys      | Mulholland                            |
| Barbara Kermode    | Isadore Frizzoli                      |
| Paul Coeur         | Plaatsvervangende Politiechef Dunaway |
| Bill Mankuma       | Wade Eichorn                          |
| Richard Newman     | Makelaar                              |
| Frances Flanagan   | Nadine Gardner                        |
| Campbell Lane      | Stanton Gilmore                       |
| Wayne Robson       | Zev Tyndale                           |
| Margaret Martin    | Flo Humberside                        |
| Judy Leigh-Johnson | Harriet Frizzoli                      |